# Distrito de Jind
Jind (en hindi; Maratí ) es un distrito de India en el estado de Haryana. Código ISO: IN.HR.JI.
Comprende una superficie de 2 736 km².
El centro administrativo es la ciudad de Jind.

## Demografía
Según censo 2011 contaba con una población total de 1 332 042 habitantes.